# ذیل‌آباد
ذیل‌آباد روستایی در دهستان قهاب رستاق بخش امیرآباد شهرستان دامغان استان سمنان ایران است.

## جمعیت
بر پایه سرشماری عمومی نفوس و مسکن در سال ۱۳۹۵ جمعیت این مکان ۱۶ نفر (۱۰خانوار) بوده‌است.